# Cruz Machado
Cruz Machado este un oraș în Paraná (PR), Brazilia.